# Нокдаун гена
Нокдаун гена — метод в експериментальній біології, завдяки якому досягається постійна або тимчасова зупинка експресії певного гену. Цього можна досягти або шляхом генетичної модифікації організму, або застосуванням певних хімічних сполук, а саме коротких ДНК або РНК (олігонуклеотидів), які зазвичай споріднені до мРНК гену, який потрібно вимкнути.

## Термінологія
Якщо нокдаун гена досягнуто завдяки змінам в ДНК організму методами генної інженерії, утворений лабораторний організм зазвичай називають «нокдаун-організмом» (англ. «knockdown organism»). Якщо рівень експресії певного гена тимчасово змінений додаванням олігонуклеотидних реагентів, які діють на мРНК без змін на генному рівні, йдеться про тимчасовий нокдаун (англ. «transient knockdown»).
Під час тимчасового нокдауну олігонуклеотидні реагенти зв'язуються або безпосередньо з цільовим геном, або з його мРНК-транскриптом, і врешті-решт впливають на кількість кінцевого продукту експресії цього гену завдяки різним молекулярним механізмам. Такими механізмами є, наприклад, блокування транскрипції, деградація мРНК (завдяки міРНК), блокування сплайсингу і трансляції мРНК тощо.
Найбільш важливою галуззю застосування тимчасового нокдауну є вивчення функції нових генів. Для генів із відомою нуклеотидною послідовністю і невідомою функцією тимчасовий нокдаун дає змогу визначити їх роль за змінами, що відбуваються в клітині або організмі. Такий експериментальний підхід отримав назву зворотна генетика. Він особливо популярний в біології розвитку.

## РНК-інтерференція
РНК-інтерференція дає змогу вимкнути експресію певного гена шляхом деградації мРНК. Нокдаун гена у цьому випадку досягається введенням в клітину малих дволанцюгових інтерферуючих РНК (міРНК). Малі інтерферуючі РНК можуть утворюватись всередині клітини з ендогенних РНК, а можуть бути введені ззовні. Після введення в клітину міРНК сприятимуть деградації цільової мРНК шляхом залучення RISC-комплексу та рибонуклеаз.
РНК-інтерференція широко використовується в біологічних лабораторіях для вивчення функцій генів. РНК-інтерференція в таких модельних організмах як нематода C. elegans і фруктова муха D. melanogaster дозволяє дуже швидко дізнатись, яку саме роль виконує той чи інший ген із відомою нуклеотидною послідовністю.  Дослідження функцій генів за допомогою РНК-інтерференції може бути автоматизоване і проводитись паралельно для великої кількості генних послідовностей — так званий РНКі-скринінг).

## CRISPRs
Інший експериментальний підхід до нокдауну генів базується на бактеріальній системі CRISPR. Протеїни, закодовані в CRISPR-асоційованих генах (cas-генах), розпізнають ендогенну ДНК, фрагментують її та зберігають у CRISPR-локусі. Коли кластер CRISPR експресується в клітині, короткі РНК-фрагменти, що врешті утворюються, слугують як матриці для Cas-білків для дезактивації ДНК з ідентичними послідовностями. Ця система, яка в природі є своєрідною імунною системою бактерій, була перенесена біологами в інші організми й перепрограмована для керованих маніпуляцій (розрізання) з ДНК різних організмів. Системи на основі CRISPR були застосовані в людських клітинах, бактеріях, C. elegans, рибах та інших модельних організмах задля маніпуляції з геномами. Системи на основі CRISPR дозволяють отримати широке розмаїття нокдаун-організмів.

## Комерціалізація
Нокдаун-організми були спочатку розроблені для фундаментальних досліджень. Вони особливо цінні у дослідженнях багатоклітинних модельних організмів, таких як миші, коли тимчасовий нокдаун шляхом введення РНК-олігонуклеотидів не може бути ефективно досягнутий.
Згодом нокдаун-організми стали комерційно доступними для різних задач, головним чином для медичних досліджень. Наприклад, генетично-модифіковані миші із нокдауном гена-супресора пухлин використовуються в дослідження ракових пухлин.